# Hiszenkei dzseniakku
A Hiszenkei dzseniakku (非線形ジェニアック; Hepburn: Hisenki Jeniakku) Itó Kanako japán énekesnő tizenhetedik kislemeze, amely 2012. május 23-án jelent meg a Frontier Works kiadó jóvoltából. Borítóját Huke rajzolta.
A lemez címadó dala a Steins;Gate visual novel PlayStation 3 videójáték-konzolos portjának főcímdalaként hallható.
A lemez a hetvennegyedik helyen mutatkozott be a japán Oricon eladási listán, amelyen mindössze egy hetet töltött el.

## Számlista
| CD (FVCG-1197) | CD (FVCG-1197)                   | CD (FVCG-1197)   | CD (FVCG-1197)   | CD (FVCG-1197)  | CD (FVCG-1197) | CD (FVCG-1197) | CD (FVCG-1197) | CD (FVCG-1197) | CD (FVCG-1197) |
| #              | Cím                              | Dalszöveg        | Zene             | Hangszerelő     | Hossz          |                |                |                |                |
| -------------- | -------------------------------- | ---------------- | ---------------- | --------------- | -------------- | -------------- | -------------- | -------------- | -------------- |
| 1.             | Hiszenkei dzseniakku             | Sikura Csijomaru | Sikura Csijomaru | Oba Koszuke     | 4:08           |                |                |                |                |
| 2.             | Geometric Space                  | Ebata Ikuko      | Iszoe Tosimicsi  | Iszoe Tosimicsi | 4:33           |                |                |                |                |
| 3.             | Another Heaven (2012 Remix Ver.) | Urusino Dzsunja  | Szuda Josihiro   | Iszoe Tosimicsi | 4:16           |                |                |                |                |
| 4.             | Hiszenkei dzseniakku (Off Vocal) | –                | Sikura Csijomaru | Oba Koszuke     | 4:08           |                |                |                |                |
| 5.             | Geometric Space (Off Vocal)      | –                | Iszoe Tosimicsi  | Iszoe Tosimicsi | 4:31           |                |                |                |                |
| 21:38          |                                  |                  |                  |                 |                |                |                |                |                |